# Pidmostîci, Starîi Sambir
Pidmostîci (în ucraineană Підмостичі) este un sat în comuna Trușevîci din raionul Starîi Sambir, regiunea Liov, Ucraina.

## Demografie
Componența lingvistică a localității Pidmostîci
     Ucraineană (99,43%)
     Alte limbi (0,57%)
Conform recensământului din 2001, majoritatea populației localității Pidmostîci era vorbitoare de ucraineană (99,43%), existând în minoritate și vorbitori de alte limbi.